# A Cañiza
A Cañiza és un municipi de la província de Pontevedra a Galícia. Pertany a la Comarca da Paradanta. Limita amb els municipis de Mondariz, Covelo, Melón (a la província d'Ourense), Crecente, Arbo, As Neves i Ponteareas.
| 7.923 | 7.655 | 8.186 | 7.810 | 6.782 |
| Fonts: INE i IGE (Els criteris de registre censal variaren i les dades de l'INE i de l'IGE poden no coincidir.) |       |       |       |       |

## Parròquies
- As Achas (San Sebastián)
- A Cañiza (Santa Teresa)
- O Couto (San Bartolomeu)
- A Franqueira (Santa María)
- Luneda (Santa María)
- Folgoso (Santa María)
- Parada de Achas (Santiago)
- Petán (San Xián)
- Valeixe (Santa Cristina).

## Economia
La seva economia se centra principalment en la ramaderia bovina i porcina i la producció de pernils, i cada vegada adquireix més importància el seu polígon industrial, que compta amb nombroses empreses nacionals i estrangeres. El seu monument més representatiu és el santuari de la Verge de la Franqueira i les restes d'un antic monestir cistercenc dedicat a Sant Benet.